# Madagaskar na Letnich Igrzyskach Paraolimpijskich 2008
Madagaskar na Letnich Igrzyskach Paraolimpijskich 2008 w Pekinie reprezentował jeden pływak. Był to drugi występ tego państwa na igrzyskach paraolimpijskich, po starcie w 2000 roku. 

## Wyniki

### Pływanie
| Zawodnik          | Konkurencja                  | Eliminacje | Eliminacje | Finał    | Finał   | Źródło |
| Zawodnik          | Konkurencja                  | Rezultat   | Miejsce    | Rezultat | Miejsce | Źródło |
| ----------------- | ---------------------------- | ---------- | ---------- | -------- | ------- | ------ |
| Josef Randrianony | 50 metrów stylem dowolnym S9 | 38,06      | 8          | NQ       | NQ      | [ 2 ]  |